# Cryptocarya insularis
Cryptocarya insularis är en lagerväxtart som beskrevs av M.K. Vasudeva Rao & T. Chakrabarty. Cryptocarya insularis ingår i släktet Cryptocarya och familjen lagerväxter. Inga underarter finns listade i Catalogue of Life.